# 크리스 밀러
크리스 밀러(Chris Miller, 1968년 ~ )는 미국의 성우, 애니메이터, 각본가이다.

## 출연 작품
- 장화신은 고양이: 끝내주는 모험 (2022)
- 마다가스카 4 (2018)
- 장화 신은 고양이 2 (2018)
- 마다가스카의 펭귄 (2014)
- 장화 신은 고양이: 더 쓰리 디아블로스 (2012)
- 마다가스카3 : 이번엔 서커스다! (2012)
- 장화신은 고양이 (2011)
- 슈렉 포에버 (2010)
- 몬스터 vs 에이리언 (2009)
- 마다가스카 2 (2008)
- 슈렉 3 (2007)
- 마다가스카 (2005)
- 신밧드 - 7대양의 전설 (2003)
- 슈렉 (2001)
- 셀라의 역습 (1990)
- 여자 보안관 로즈 (1956)